# Rory Calhoun
Rory Calhoun (* 8. August 1922 in Los Angeles als Francis Timothy McCown; † 28. April 1999 in Burbank, Kalifornien) war ein US-amerikanischer Schauspieler.

## Leben

### Jugend
Francis Timothy McCown verlor in jungen Jahren seinen Vater. Nach vorzeitigem Abbruch der Schule kam er wiederholt mit dem Gesetz in Konflikt und wurde wegen Autodiebstahls zu drei Jahren Haft in einer Jugendhaftanstalt in Oklahoma verurteilt. In den 1950er Jahren wurde versucht, den damals bekannten B-Movie-Darsteller Calhoun mit einer Enthüllungsdrohung zu erpressen. Er entschied sich daraufhin, selbst die Öffentlichkeit über seine kriminelle Vergangenheit zu informieren – was seiner Karriere keinen Abbruch tat.

### Weg zum Film
Nach Verbüßung der Jugendstrafe arbeitete er einige Zeit als Boxer, Holzfäller und Lastwagenfahrer, bevor er von Alan Ladds Ehefrau, der Schauspielagentin Sue Carol, als Darsteller für den Film entdeckt wurde. 1944 erhielt er bei der Produktionsgesellschaft 20th Century Fox seine erste Filmrolle in dem Musical Something for the Boys.
Internationale Bekanntheit erreichte der hochgewachsene Calhoun – das Pseudonym soll ihm der Produzent David O. Selznick vorgeschlagen haben – durch zahlreiche Auftritte in Western. Dabei verkörperte er zumeist düstere und zwielichtige Figuren, wobei er regelmäßig schwarze Hüte trug. Zu seinen bekanntesten Produktionen zählen Fluß ohne Wiederkehr (mit Robert Mitchum und Marilyn Monroe) und Mit roher Gewalt (als Gegenspieler von Jeff Chandler), die Komödie Wie angelt man sich einen Millionär? (ebenfalls mit Marilyn Monroe) sowie die Western Duell in Socorro und König der Gauchos (neben Gene Tierney), in denen Calhoun positiv gezeichnete Hauptfiguren darstellte. Daneben fungierte er zeitweise auch als Produzent und verfasste das Drehbuch für den Film The Domino Kid.
Darüber hinaus wirkte er als Hauptdarsteller in einigen europäischen Filmproduktionen mit. In Hugo Fregoneses Historienfilm Marco Polo verkörperte er den gleichnamigen Entdecker, im Sandalenfilm Der Koloss von Rhodos einen aufrechten Griechen, der den Tyrannen der Mittelmeerinsel stürzt.

### Fernsehkarriere
Mitte der 1950er Jahre wandte sich Calhoun verstärkt dem Fernsehen zu. Zwischen 1958 und 1960 spielte er die Hauptrolle in der Western-Serie Der Texaner. Daneben übernahm er zahlreiche Gastauftritte in bekannten Serien wie Bonanza, Rauchende Colts, Die Leute von der Shiloh Ranch, Tausend Meilen Staub und Lancer. Seine letzte große Serienrolle spielte er zwischen 1982 und 1987 in der Seifenoper Capitol.
Während seiner 50 Jahre umfassenden Karriere wirkte Calhoun in über 80 Filmen und knapp 1000 Fernsehsendungen mit. Für seine schauspielerischen Leistungen wurden ihm zwei Sterne auf dem Hollywood Walk of Fame verliehen (einer für die Film-, einer für die Fernseharbeit). Außerdem betätigte sich Calhoun auch als Schriftsteller und verfasste den Roman The Man from Padera.

### Privatleben
Rory Calhoun war zweimal verheiratet: Von 1948–1970 mit der Schauspielerin Lita Baron und von 1971 bis zu seinem Tod mit Sue Rhodes. Aus der ersten Ehe gingen drei Töchter hervor, aus der zweiten eine weitere. Calhoun starb am 28. April 1999 in Kalifornien an den Folgen von Diabetes mellitus und einem Lungenemphysem.

## Filmografie (Auswahl)
- 1944: Something for the Boys
- 1945: Die Stierkämpfer (The Bullfighters)
- 1947: The Red House
- 1949: Sand
- 1949: Zweikampf am Red River (Massacre River)
- 1950: Fahr zur Hölle (Return of the Frontiersman)
- 1950: A Ticket to Tomahawk
- 1952: König der Gauchos (The Way of a Gaucho)
- 1952: Mit einem Lied im Herzen (With a Song in My Heart)
- 1953: Der neue Sheriff (Powder River)
- 1953: Die silberne Peitsche (The Silver Whip)
- 1953: Wie angelt man sich einen Millionär? (How to Marry a Millionaire)
- 1954: Fluß ohne Wiederkehr (River of No Return)
- 1954: Duell in Socorro (Dawn at Socorro)
- 1954: Die Hand am Abzug (The Yellow Tomahawk)
- 1954: Eine Kugel wartet (A Bullett Is Waiting)
- 1954: Die Nacht der Rache (Four Guns to the Border)
- 1954: Ritt in die Hölle (Shot Gun)
- 1955: Heißer Atem (The Treasure of Pancho Villa)
- 1955: Mit roher Gewalt (The Spoilers)
- 1955: Plünderer am Pikes Peek (The Looters)
- 1956: Auf der Spur des Todes (Red Sundown)
- 1956: Flucht nach Hongkong (Flight to Hong Kong)
- 1956: Die Meute lauert überall (Raw Edge)
- 1957: Blinder Haß (Ride Out for Revenge)
- 1957: Einer gegen fünf (The Domino Kid)
- 1957: Flucht vor dem Galgen (The Hired Gun)
- 1958: Bis zur letzten Patrone (The Saga of Hemp Brown)
- 1958–1960: Der Texaner (The Texan; Fernsehserie, 79 Folgen)
- 1961: Der Koloß von Rhodos (Il colosso di Rodi)
- 1961: Das Geheimnis von Monte Christo (The Secret of Monte Christo)
- 1962: Marco Polo
- 1962: Stahlhagel (The Young and the Brave)
- 1963: Face in the Rain
- 1963: Stadt ohne Sheriff (The Gun Hawk)
- 1965: Revolverhelden von Fall River (Young Fury)
- 1965: Die Apachen (Apache Uprising)
- 1965: Schwarze Sporen (Black Spurs)
- 1965: Finger on the Trigger
- 1966: Agenten Poker (Il gioco delle spie)
- 1968: Dayton’s Devils
- 1972: Rabbits (Night of the Lepus)
- 1974: Petrocelli (Fernsehserie, eine Folge)
- 1976: Won Ton Ton – der Hund, der Hollywood rettete (Won Ton Ton, the Dog Who Saved Hollywood)
- 1980: Hotel zur Hölle (Motel Hell)
- 1980: Drei Frauen lassen’s krachen (Smokey and the Judge)
- 1982: Hart aber herzlich (Hart to Hart) (Fernsehserie, eine Folge)
- 1982: Die Blauen und die Grauen (The Blue and the Gray) (Fernsehfilm)
- 1982/1986: Capitol (Fernsehserie, zwei Folgen)
- 1984: Angel
- 1984: Angel kehrt zurück (Avenging Angel)
- 1987: The Hunter – Ein erbarmungsloser Jäger (Hell Comes to Frogtown)
- 1990: Bad Jim
- 1992: Pure Country
- 1993: Geschichten aus der Gruft (Tales from the Crypt) (Fernsehserie, eine Folge)